# Louis-Marie Billé
Louis-Marie Billé (ur. 18 lutego 1938 w Fleury-les-Aubrais koło Orleanu, zm. 12 marca 2002 w Bordeaux) – francuski duchowny katolicki, arcybiskup Aix i Lyonu, prymas Francji, kardynał.

## Życiorys
Studiował w seminarium w Luçon, przyjął tamże święcenia kapłańskie 25 marca 1962. Kontynuował studia na Katolickim Uniwersytecie w Angers (uzyskał licencjat z teologii), w Papieskim Instytucie Biblijnym w Rzymie (uzyskał licencjat z egezegezy Pisma Świętego), w Instytucie Biblijnym w Jerozolimie. Pracował jako wykładowca seminarium w Luçon w latach 1966-1972, następnie seminarium w La Roche-sur-Yon w latach 1972-1977. W kolejnych latach był związany z urzędem francuskiego episkopatu ds. kształcenia księży. W latach 1980–1984 był wikariuszem biskupim i archidiakonem w Haut Bocage.
10 marca 1984 został mianowany biskupem Laval, przyjął sakrę biskupią 19 maja 1984 w Laval z rąk biskupa Luçon Charlesa Paty'ego. Rok później przeszedł na stolicę arcybiskupią Aix; w listopadzie 1996 został przewodniczącym Konferencji Episkopatu Francji. W lipcu 1998 otrzymał nominację na arcybiskupa Lyonu i prymasa Francji. Pełnił także funkcję Wielkiego Kanclerza Katolickiego Uniwersytetu w Lyonie, którym jest zawsze biskup diecezjalny diecezji, na terenie której znajduje się dany katolicki uniwersytet lub wydział teologiczny. Wziął udział w II sesji specjalnej dla Kościoła europejskiego Światowego Synodu Biskupów w Watykanie w październiku 1999. W listopadzie 1999 został zatwierdzony na kolejną kadencję jako przewodniczący Konferencji Episkopatu Francji.
21 lutego 2001 Jan Paweł II mianował go kardynałem, z tytułem prezbitera San Pietro in Vincoli. W lipcu 2001 otrzymał nowy tytuł prezbiterski - SS. Trinità al Monte Pincio. W listopadzie 2001, z powodu ciężkiej choroby, zrezygnował z kierowania francuskim episkopatem, zmarł w marcu 2002. Został pochowany w katedrze w Lyonie.